# Royal Peculiar
Una Royal Peculiar es un lugar de culto cristiano, generalmente una capilla, parroquia, iglesia o similar, en el Reino Unido que no está presidida por un obispo o arzobispo, ni pertenece a ninguna de las 44 diócesis de la Iglesia de Inglaterra, sino a la Monarquía británica. Su administración queda delegada en su Lord gran chambelán.
Pueden coincidir, como es el caso de la Capilla Real de San Pedro ad Vincula, en la Torre de Londres, con las Chapel Royal (Capillas Reales), a cargo del obispo de Londres, como Deán de las mismas, pero su administración, tanto jurídica como eclesiástica, es distinta.
Existen todavía en el siglo XXI una docena de lugares con estas características en el país, de los cuales ocho se encuentran en Londres.

## Historia

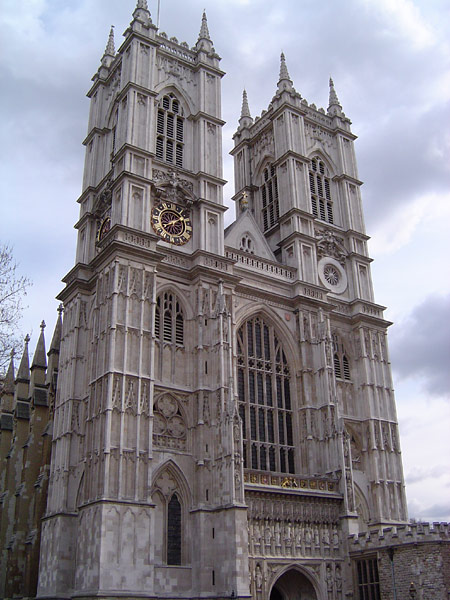
Abadía de Westminster en Londres

El origen de la Royal Peculiar data de los tiempos de los anglosajones, pero fueron desarrollados más tarde, durante los reinados de los monarcas normandos y de la casa de Plantagenet. El término «peculiar» (del francés, peculier = privado) se aplicaba a aquellas parroquias o iglesias y capillas que quedaban fuera de la jurisdicción normal de la Iglesia de Inglaterra, como es el caso de algunas capillas en las universidades de Oxford y Cambridge o, más tarde, a las capillas en instalaciones militares.

### Históricas
Tras haber recibido los privilegios del rey Athelstan, la iglesia de Santa Buriana, en Cornualles, construida originalmente alrededor del año 930, estuvo sujeta a una continua disputa entre la Corona y el obispado de Exeter sobre el control de su parroquia, hasta que, en 1327, se llegó al derramamiento de sangre en el recinto, con la consiguiente excomunión de la iglesia. Fue reincorporada en 1336, pero empezó un periodo de declive, hasta que en 1473 fue reconstruida y ampliada, pasando a pertenecer al obispado una vez finalizada la guerra civil inglesa. Alrededor de 1709 volvió a ser una Royal Peculiar hasta el siglo XIX.
Otra Royal Peculiar importante en su día, aunque renunció finalmente a su estatus en 1730, fue la iglesia de Holy Trinity y su parroquia en el distrito de Minories, en la City de Londres, y colindante con la liberty de la Torre de Londres. La iglesia había heredado, tras la disolución de los monasterios, los privilegios papales concedidos a la antigua abadía de la Orden de las hermanas pobres de Santa Clara, o Clarisas. Una de las principales fuentes de ingreso de la iglesia, además de su localización privilegiada cerca de la Torre, fue la concesión de licencias de matrimonio sin la previa publicación de las amonestaciones. A pesar de una investigación encargada por el monarca, Carlos I, en 1641, con el fin de corregir eventuales abusos, el número de bodas celebradas iba en aumento, sobre todo a partir de 1644, un año en el que hasta el 9 de junio se celebraron 15 bodas en la iglesia, una cifra por encima de la media del país, y otras 115 en el resto de aquel año; el siguiente, fueron 249; en el 1646, 349, y así sucesivamente, hasta el año 1677, cuando se celebraron 968 bodas. En 1687, año en el que fue cesado el párroco de turno, el nuevo oficiante solo celebró nueve bodas hasta marzo, momento a partir del cual volvieron a aumentar en número cada año, hasta alcanzar las 1 060 en 1692.
En el caso de la más famosa Royal Peculiar, la Abadía de Westminster en Londres. En 1222 se había decretado que la abadía estaba exenta de la jurisdicción del obispo de Londres y sometida solo al Papa. En 1534, Enrique VIII transfirió la jurisdicción del Papa a la Corona. Disolvió la abadía benedictina en 1540 y la designó como catedral. En 1556, la reina católica María I de Inglaterra instaló a monjes en el lugar, pero este monasterio fue disuelto en 1559 e Isabel I constituyó la actual Colegiata bajo la autoridad real el 21 de mayo de 1560.

## En la actualidad
Actualmente tienen el estatus de Royal Peculiar las siguientes iglesias:

### Cambridge
- St Edward King and Martyr, Cambridge[1]

### Edimburgo
- Palacio de Holyrood[1]

### Londres
- Abadía de Westminster – fue designada Royal Peculiar en 1559[15]
- Capilla de St Mary Undercroft[3]
- Las Capillas Reales del Palacio de St. James:[16]
  - La Capilla Real
  - La Capilla del Rey
- Las Capillas Reales de la Torre de Londres:
  - Capilla Real de San Pedro ad Vincula[17]
  - Capilla de St John[7]
- Capilla Real de Hampton Court[16]
- Capilla del Rey en el Savoy[18]
- Royal Foundation of St Katharine[19]

### Windsor
- Capilla de San Jorge (Castillo de Windsor)[20]
- Capilla Real de Todos los Santos (Windsor)[1]